# Aredia
Aredia es un escenario de campaña diseñado para el sistema de juego genérico Rolemaster, aunque está concebido para ser fácilmente extrapolado a cualquier otro sistema de juego de rol. Aredia es un universo de ficción rico en detalle y en ambientación. Incluye culturas y civilizaciones que abarcan un amplio abanico cronológico y político, desde avanzadas repúblicas senatoriales hasta sociedades tribales poco evolucionadas.

## Historia
El mundo oficial a principios de los años noventa para Rolemaster (el principal sistema de juego de la editorial estadounidense Iron Crown Enterprises) era el así llamado Mundo de las Sombras (Shadow World en inglés), un mundo con multitud de elementos fantásticos y variados, pero que no satisfacía las necesidades de campañas más crudas y reales, sin tanto apoyo en la magia y la fantasía. 
Por ello, se creó el mundo de Aredia. En él existen tres continentes diferenciados y separados por ingentes océanos que permiten el aislamiento del resto si los jugadores así lo desean. De tal manera, el continente de Aredia, separado del resto, se puede jugar como una tierra medieval sin rastro de magia si esa es la necesidad. Dependiendo de los gustos de los jugadores se pueden incluir toques sobrenaturales en las campañas, o integrar todo el mundo en un amplio mosaico de fantasía épica donde poderosos hechiceros, fuerzas de la Sombra y de la Luz, demonios, ángeles y ejércitos de criaturas de pesadilla disputan la supremacía a las razas mundanas, humanos, elfos, enanos...
Sin embargo, aunque se opte por la última opción, Aredia sigue siendo un continente complejo, sin una distinción radical entre "bien" y "mal", donde los seguidores de la Sombra no son tan terribles como parecen, ni los seguidores de la Luz son todo lo rectos que se les supone. La realidad y las relaciones no son en blanco y negro, sino que están matizadas por muchos niveles de gris que pueden provocar extrañas alianzas y pactos.
En suma, Aredia es un escenario que no defrauda, que es capaz de cumplir cualquier expectativa depositada en él por cualquier jugador de rol que busque aventuras ambientadas en un entorno medieval, tanto si se trata de una «realidad sucia» como una «alta fantasía».

## Sistema
En principio, Aredia se diseñó para su uso en el sistema de Rolemaster, pero con el paso de los años fue haciéndose cada vez más genérico, de manera que se consiguió un escenario utilizable en cualquier juego de rol sin necesidad de demasiadas transformaciones.

## Introducción y Trasfondo
El mundo de Aredia posee océanos enormes que separan abismalmente sus tres continentes principales (Aredia, Krismerian y Eluiridiann), además de multitud de islas de distinto tamaño repartidas por su superficie. Sus características son casi idénticas a la Tierra. 
El continente más importante es el que da nombre al mundo, Aredia. Se extiende desde el ártico hasta el trópico, presentando así una variedad de climas y ecosistemas tremenda. Fue en este continente donde apareció la primera vida conocida en el planeta, y es el preferido por los hijos de los dioses. 
Los otros dos continentes, Krismerian y Eluiridiann-Oriente, son grandes masas de tierra situadas respectivamente al oeste y al este de Aredia. Como se ha dicho antes, los océanos cubren la mayor parte de la superficie mundial, y además las tormentas en alta mar son muy frecuentes, por lo que viajar de un continente a otro es prácticamente una imposibilidad con los medios a disposición de los habitantes del continente arédico. 
La parte metafísica del escenario es, como todo en él, compleja. Toda la realidad en Aredia está regida por la Vicisitud, que algunos llaman Destino, determinada por el Tejido de los Primigenios, entidades fundamentales a cuyas filas pertenecen la Luz y la Sombra, víctimas de un conflicto eterno que las consume y las alimenta. De esa conflagración surgió gran parte de lo que actualmente es conocido en el mundo, y aún hoy no tiene visos de acabar.
En el escenario existen multitud de razas, desde los orgullosos elfos hasta los impresionantes Titanes, pasando por brutales drakken y minotauros, sin olvidar las razas procedentes de otros planos de existencia, como los Demonios y los Externos.